# ۱۵ شهریور
۱۵ شهریور صد و هفتادمین روز از سال در گاه‌شماری خورشیدی است. به پایان سال ۱۹۵ روز (۱۹۶ روز در سال کبیسه) باقی‌است.

## رویدادها
- ۱۳۳۲. کناره‌گیری محمود،صدراعظم افغانستان (از ۱۹ ثور ۱۳۲۵) و شروع صدارت محمد داود (تا ۱۹ حوت ۱۳۴۱). محمود، عموی محمدظاهر، آخرین شاه افغانستان بود و داود پسرعموی شاه.
- ۱۳۴۴ - بنیان‌گذاری سازمان مجاهدین خلق ایران
- ۱۳۷۶ - بنیان‌گذاری مؤسسه اعتباری توسعه
- ۱۳۸۵ - رقابت ۱۵ شهریور ۱۳۸۵ تیم ملی فوتبال ایران با تیم ملی فوتبال سوریه در جام ملت‌های آسیا ۲۰۰۷
- ۱۳۹۰ - رقابت ۱۵ شهریور ۱۳۹۰ تیم ملی فوتبال ایران با تیم ملی فوتبال قطر در مرحله مقدماتی جام جهانی فوتبال ۲۰۱۴ (آسیا)
- ۱۳۹۶ - انتخاب زهرا مریخی به‌عنوان دبیرکل سازمان مجاهدین خلق ایران در کنگره سراسری سازمان مجاهدین خلق
- ۱۴۰۱ - آغاز اعتراضات ۱۴۰۱ خانواده‌های زندانیان محکوم به اعدام
- ۱۴۰۳ - رقابت ۱۵ شهریور ۱۴۰۳ تیم ملی فوتبال ایران با تیم ملی فوتبال قرقیزستان در مرحله مقدماتی جام جهانی فوتبال ۲۰۲۶ (آسیا)

## زادروزها
- ۱۱۶۸ - عباس میرزا، ولیعهد ایران
- ۱۳۰۳ - علی باغبان‌باشی، دونده ماراتن
- ۱۳۰۸ - سیروس آتابای، شاعر‌ [۱]
- ۱۳۲۱ - مهدی بلالی مود ، پدر سم‌شناسی ایران
- ۱۳۳۵ - مجید جلالی، بازیکن فوتبال
- ۱۳۳۶ - علی دیواندری، نقاش
- ۱۳۳۹ - تهمینه میلانی، کارگردان
- ۱۳۴۲ - عبدالجبار کاکایی، شاعر
- ۱۳۴۴ - سعید جلیلی، سیاستمدار
- ۱۳۵۱ - شاهین حاجی‌بابایی، داور فوتبال
- ۱۳۵۳ - محمدهادی کریمی، نویسنده
- ۱۳۵۴ - قادر میزبانی، دوچرخه‌سوار
- ۱۳۶۲ - پژمان منتظری، بازیکن فوتبال
- ۱۳۶۳ - حسن اکرمی، داور فوتبال
- ۱۳۷۲ - سید مصطفی صالحی‌زاده، کشتی‌گیر فرنگی‌کار
- ۱۳۷۲ - سامان قدوس، فوتبالیست

## درگذشت‌ها
- ۱۳۳۵ - ابوالقاسم خان بختیار، سیاستمدار
- ۱۳۶۴ - حیدر غیایی، معمار
- ۱۳۷۳ - محمدرضا ایرانی، طراح و نقاش
- ۱۳۸۲ - منوچهر جراح‌زاده، روزنامه‌نگار و شاعر
- ۱۳۸۵ - ولی‌الله فیض مهدوی، از اعضای سازمان مجاهدین خلق ایران
- ۱۳۹۱ - بهروز احمدی، معمار
- ۱۳۹۶ - شهلا حبیبی، نخستین زن در جایگاه مشاور رئیس‌جمهور ایران پس از انقلاب ۱۳۵۷